# .nl
.nl è il dominio di primo livello nazionale assegnato ai Paesi Bassi.